# Sunshine Glacier, Coronation Island
Sunshine Glacier är en glaciär i Antarktis. Den ligger i Sydorkneyöarna. Argentina och Storbritannien gör anspråk på området. Sunshine Glacier ligger 60 meter över havet. Den ligger på ön Coronation Island.
Terrängen runt Sunshine Glacier är bergig åt nordost, men åt sydväst är den kuperad. Havet är nära Sunshine Glacier åt sydväst. Trakten är obefolkad. Det finns inga samhällen i närheten. 